# Hardins Corner, Virginia
Hardins Corner là một cộng đồng chưa hợp nhất tại Hạt Northumberland, thuộc tiểu bang Virginia của Hoa Kỳ.